# Cima Altemberg
La Cima Altemberg (2.395 m s.l.m. o, più semplicemente Altemberg, o ancora in passato Altenberg), è una montagna del Piemonte. Si trova a sud del Monte Capezzone e rappresenta la vetta più alta delle Alpi Cusiane nelle Alpi Pennine.

## Toponimo

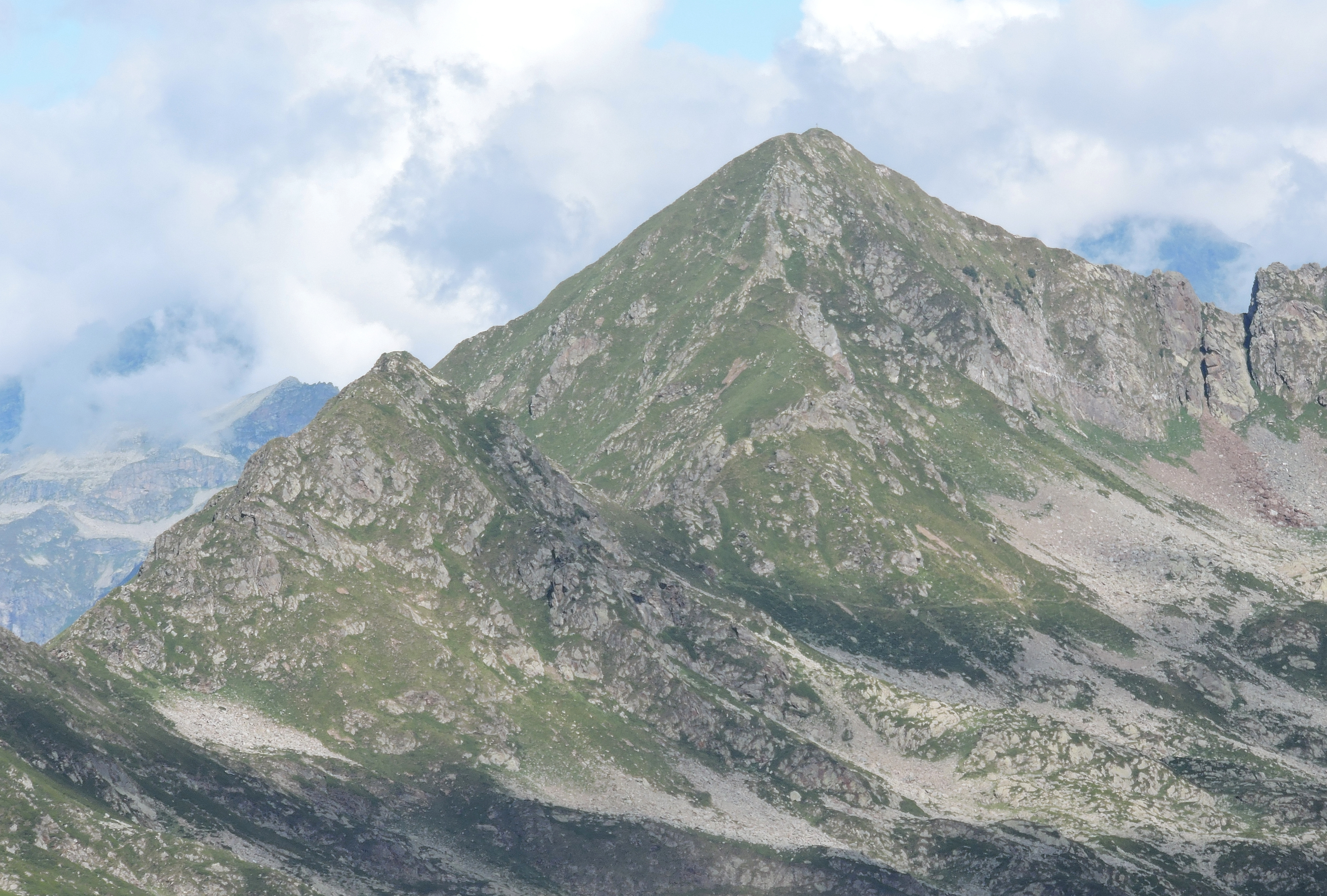
L'Altemberg visto dal Monte Capio

Il nome della montagna risente dell'influenza Walser che colonizzarono l'alta valle Strona. Il termine Alten può significare vecchi, anziani, genitori mentre Berg vuole dire montagna. Una traduzione in italiano è vecchio monte.

## Caratteristiche

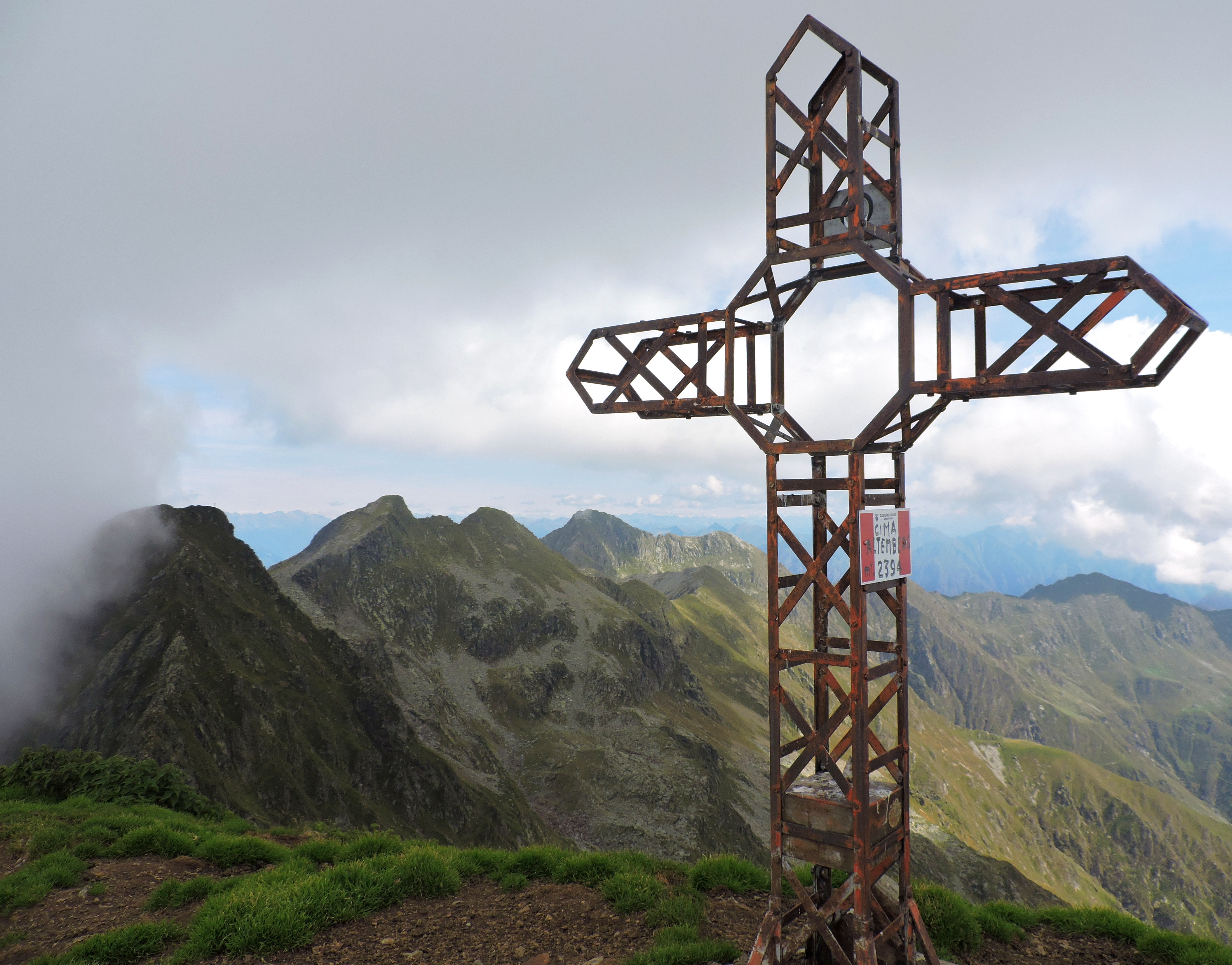
La croce di vetta

Si trova sullo spartiacque Valle Strona/Val Mastallone appena a sud della Bocchetta Stretta, che lo separa dalla Cima Lago. Verso sud-est il crinale continua con la Bocchetta delle vacche e la Cima del Pizzo (2.233 m). È diviso tra il comune di Rimella (ad ovest) e quello di Valstrona.

## Accesso alla vetta
Si può salire sulla vetta per sentiero partendo da Campello Monti, località di Valstrona oppure da Rimella, in Valsesia. La traversata lungo il crinale tra la Cima Lago e l'Altemberg, passando per la Bocchetta Stretta, richiede esperienza alpinistica ed è considerata di difficoltà PD

## Punti d'appoggio
Presso il laghetto del Capezzone vi è il bivacco Abele Traglio incustodito, mentre a Campello Monti vi è il posto tappa GTA, con apertura estiva.

## Tutela naturalistica
La cima Altemberg è inclusa nel Parco naturale dell'Alta Val Sesia e dell'Alta Val Strona.